# 충현문화재단
충현문화재단은 오리(梧里) 이원익선생의 도학사상 및 청백리 정신을 국내․외 연구, 보급하기 위하여 2003년 2월 19일 설립된 문화체육관광부 소관의 재단법인이다. 사무실은 경기도 광명시 소하동 1085-16에 있다.

## 주요 사업
- 오리 이원익선생관련 실록, 문집 등 번역 및 편찬 문화사업
- 오리 이원익선생의 정신문화 전승․보급을 위한 연구 및 장학사업
- 오리 이원익선생의 유적 및 유물 보존사업

## 같이 보기
- 이원익